# Displasia de desenvolvimento da anca
Displasia de desenvolvimento da anca é uma malformação da articulação da anca em que o acetábulo não reveste completamente a cabeça do fémur, o que faz aumentar o risco de luxação. A displasia da anca pode estar presente desde o nascimento ou desenvolver-se no início da vida. No entanto, em crianças com menos de um ano de idade geralmente não se manifestam sintomas. Em alguns casos, uma das pernas pode ser mais curta do que a outra. A anca esquerda é afetada com maior frequência do que a anca direita. Se não for tratada, é possível que mais tarde ocorram complicações como artrite, coxear e dores no fundo das costas.
Entre os fatores de risco para displasia da anca estão antecedentes familiares da condição, o uso de cueiros e parto com apresentação pélvica. Quando um gémeo verdadeiro é afetado, existe um risco de 40% de o outro também vir a ser afetado. Está recomendado o rastreio de todos os bebés através de exame físico. O diagnóstico pode ser auxiliado por ecografia.
Muitos casos ligeiros resolvem-se sem tratamento específico. Em casos mais significativos, quando a condição é detectada cedo pode ser corrigida apenas com recurso a ortóteses. Nos casos em que é detectada mais tarde, pode ser necessária cirurgia ou aplicação de gesso ortopédico. Cerca de 7,5% das próteses de anca são realizadas para tratar problemas com origem na displasia da anca.
A displasia de desenvolvimento da anca afeta cerca de 1 em cada 1000 bebés. A instabilidade da anca com significado clínico ocorre em 1 a 2% de todos os bebés nascidos a termo. A condição é mais comum entre crianças do sexo feminino. As descrições da displasia da anca remontam a pelo menos 300 a.C. por Hipócrates.